# The Killer Barbies
The Killer Barbies sind eine Punkband aus Vigo in der nordspanischen Provinz Pontevedra.

## Bandgeschichte
Die Band wurde 1994 gegründet und orientiert sich an bekannten Rock-’n’-Roll- und Punkbands wie Kiss, den Misfits oder den Ramones. Bereits 1995 trugen sie einen Song zum Film Corsarios del chip (Chip Pirates) bei.
Außerdem sind die Killer Barbies dafür bekannt, in B-Movies aus dem Genre Horror mitzuwirken, zuletzt in Killer Barbys Vs. Dracula, in der Bela B. Felsenheimer von den Ärzten die Rolle des Urenkels des Grafen Dracula mimt. Er sang auch 2002 bei der Coverversion des Iggy-Pop-Songs Candy die Rolle des Comic-Teufels. Der Song war auf dem Album Sin Is In aus demselben Jahr enthalten, das der Band erstmals größeren Erfolg in Europa bescherte und dem ein Jahr später die DVD Freakshow folgte. Im Jahre 2000 coverten die Killer Barbies den Klassiker Downtown von Petula Clark, wofür die Punkband ein offizielles Musikvideo drehte.
Vom Album Sin Is In stammt auch der Song Have Some Fun, der als Hintergrundmusik im PlayStation-2-Spiel Rumble Roses zu hören ist.
Im Rennspiel FlatOut findet sich der Song Baby With Two Heads und Down the Street von den Killer Barbies.

## Diskografie
- 1995: Dressed to Kiss
- 1996: Only for Freaks
- 1998: Big Muff
- 1999: Fucking Cool
- 2000: Bad Taste
- 2002: Candy (feat. Bela B)
- 2004: Freakshow (CD + DVD)
- 2006: Bad Taste - Sin Is In (2 CD)
- 2020: Vive le punk!

## Trivia
Beim 1996er Horrorfilm Killer Barbys, in dem die Band mitspielt, konnte der Bandname nicht mit ie übernommen werden, da Mattel, Urheber von Barbie, sich dagegen wehrte.